# Magyarországi ortodox felekezetek
Az ortodox kereszténységet Magyarországon szervezetileg nem kapcsolódó, egymással hitbeli és szentségi közösségben álló helyi egyházak alkotják:
- Konstantinápolyi Egyetemes Patriarchátus Magyarországi Orthodox Exarchátusa (a konstantinápolyi ortodox egyház részeként) – ez utóbbi elsősorban magyar és görög istentiszteleti nyelvet használ,
- magyar ortodox egyházmegye, amelynek főhatósága a moszkvai patriarchátus és székhelye Budapest. Ide tartozik 9 egyházközség magyar, ruszin és görög[forrás?] hívekkel,
- magyarországi bolgár ortodox egyház, aminek főhatósága a szófiai patriarchátus, egy budapesti parókus vezetése alatt áll és két egyházközsége van,
- budai szerb ortodox egyházmegye főpásztora püspöki vikárius, székhelye: Szentendre, 17 szerb parókia tartozik hozzá, főhatósága a belgrádi patriarchátus,
- Magyarországi Román Ortodox Egyházmegye, püspöki vikárius áll az élén, székhelye Gyula, parókiáinak száma 18, főhatósága a román ortodox egyház.

## Magyarországon jelenlévő ókeleti felekezetek
A magyarországi kopt ortodox és az örmény apostoli ortodox egyház a szó szoros értelmében nem ortodox egyház, nincs szentségi közösségben a többi ortodox egyházzal. Tanításában monofizita közösségek.

## A magyarországi ortodoxia története
Bár az első ismert magyar keresztények – köztük Szt. István nagyapja, Gyula – Konstantinápolyhoz tartoztak, sőt meg egy saját Metropolitanátust is szerveztek a területen Türkiai Metropolitanátus néven, ami a 11-12. században működött, később a történelmi események során a bizánci kereszténység anyavárosa elvesztette magyarországi fennhatóságát. A Habsburg időkben a görög származású közösségeket (Budapest [a Duna-parton álló impozáns Nagyboldogasszony templommal]; Kecskemét, Eger, Tokaj stb.) ugyan görög, illetve görög földről érkező papok, szerzetesek pasztorálták, ám egyházjogilag szerb fennhatóság alá tartoztak. A XX. században ugyan történt kísérlet a konstantinápolyi patriarchátus hivatalos bejegyzésére Magyarországon, de erre tényleges lehetőség csak az 1989-es rendszerváltás után adódott. Egyházközségek: Beloiannisz, Budapest, Kecskemét, Szentes.